# Miroir de courant

Schéma d'un miroir de courant à transistors bipolaires.

Un miroir de courant est un circuit électronique conçu pour copier un courant traversant un dispositif actif, par le contrôle du courant dans un autre dispositif actif, de façon à maintenir le courant de sortie, Io, égal au courant à copier, IREF, quelle que soit la charge appliquée au courant de sortie. Le courant « copié » peut être un courant variable dans le temps. Conceptuellement, un miroir de courant idéal est simplement un amplificateur inverseur de courant ou une source de courant contrôlée. 
Le miroir de courant est utilisé pour fournir des courants de polarisation et des charges actives dans certains circuits. La topologie décrite dans le schéma ci-contre est très fréquente dans de nombreux circuits intégrés, tels les amplificateurs opérationnels.

## Caractéristiques
Il y a trois spécifications principales qui caractérisent un miroir de courant. 
La première est le taux de transfert en courant — Current Transfer Ratio (CTR) en anglais — (dans le cas d'un amplificateur de courant) ou l'amplitude du courant de sortie (dans le cas d'une source de courant constant). 
La deuxième est sa résistance de sortie, qui détermine la variation du courant de sortie en fonction de la tension appliquée aux bornes du miroir. 
La troisième est la tension minimale aux bornes de la sortie du miroir nécessaire pour le faire fonctionner correctement. Cette tension minimale est dictée par la nécessité de maintenir le fonctionnement du transistor de sortie en mode linéaire.
Il y a également un certain nombre de caractéristiques secondaires, telle la stabilité en fonction de la température.

## Autres structures

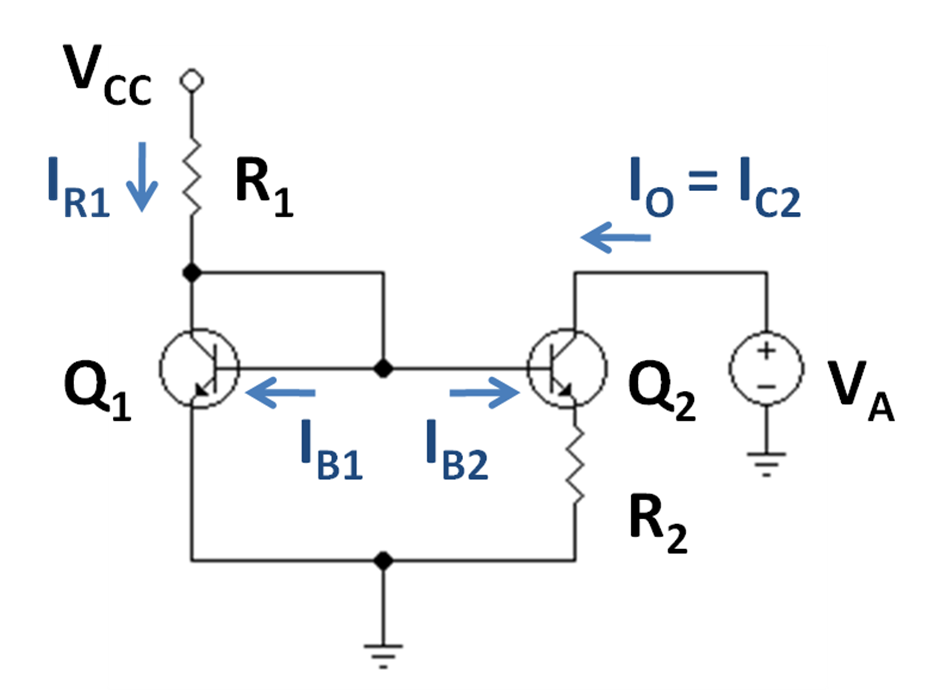
Figure 1: Miroir de courant de Widlar à transistors bipolaires.

- miroir de courant de Widlar (en) avec une résistance en série avec l'emetteur du transistor de sortie. Il a été breveté par Robert Widlar en 1967[1].
- miroir de courant de Wilson (en).